# Первенство РСФСР по лёгкой атлетике 1927
II Первенство РСФСР по лёгкой атлетике проводилось в Москве с 20 по 28 августа 1927 года на стадионе ОППВ. Участвовало 200 человек, в том числе впервые около 40 женщин, из Приволжского и Приуральского округов, Сибири, центра и севера России. Позднее соревнования стали называться «5-й чемпионат СССР по лёгкой атлетике».

## Результаты

### Мужчины
| Вид                      | Дата       | 1 место                                                       | Результат   | 2 место                  | Результат | 3 место                 | Результат |
| ------------------------ | ---------- | ------------------------------------------------------------- | ----------- | ------------------------ | --------- | ----------------------- | --------- |
| Бег на 100 м             |            | И. Потанин Новосибирск                                        | 11,1        | И. Ордынский             | 11,1      | М. Гридин Москва        | 11,2      |
| Бег на 200 м             |            | Борис Громов Москва                                           | 23,7        | И. Ордынский Москва      | 23,7      | Александр Дёмин Москва  | 23,8      |
| Бег на 400 м             | 28 августа | Борис Громов Москва                                           | 51,1 NR*    | В. Громов Москва         | 52,0      | В. Поликарпов Ленинград | 52,3      |
| Бег на 800 м             |            | Арне Кивекяс Ленинград                                        | 2.03,7      | П. Смирнов Москва        | 2.03,7    | А. Дроздов              | 2.03,9    |
| Бег на 1500 м            |            | Арне Кивекяс Ленинград                                        | 4.16,4      | М. Колокольцев           | 4.17,2    | Григорий Потемин Москва | 4.20,0    |
| Бег на 5000 м            |            | Александр Маляев                                              | 15.52,0     | Арне Кивекяс Ленинград   | 15.55,0   | Алексей Максунов        | 15.57,0   |
| Бег на 10 000 м          | 25 августа | Алексей Максунов Ленинград                                    | 33.26,0 NR* | Н. Зданович Москва       | 34.04,2   | А. Панов Ленинград      | 34.17,8   |
| Эстафета 4х100 м         |            | Москва (Б. Громов, В. Громов, Борис Дьячков, Александр Дёмин) | 44,6        | Сибирь                   | 45,6      | Северный Кавказ         | 45,7      |
| Бег на 110 м с барьерами | 26 августа | Владимир Дьячков                                              | 16,9 NR*    | Борис Дьячков Москва     | 17,2      | В. Владимиров Москва    | 17,4      |
| Прыжки в высоту          | 20 августа | Владимир Дьячков Москва                                       | 1,78 NR*    | В. Чернятов Тверь        | 1,75      | П. Истаманов СКА Майкоп |           |
| Прыжки с шестом          | 27 августа | Владимир Дьячков Москва                                       | 3,605 NR*   | Николай Озолин Москва    | 3,55      | Е. Россиус Москва       | 3,55      |
| Прыжки в длину           |            | А. Парфианович                                                | 6,60        | Михаил Суворов Ленинград | 6,53      | Н. Лущай                | 6,40      |
| Толкание ядра            |            | Д. Марков Москва                                              | 12,76       | Н. Лущай Дальний Восток  | 12,16     | Иван Сергеев Москва     | 11,875    |
| Метание диска            |            | Иван Сергеев Москва                                           | 40,54       | В. Стольников Ленинград  | 38,28     | П. Сорокин              | 36,30     |
| Десятиборье              |            | Александр Дёмин Москва                                        |             | Борис Взоров МКЛ Москва  |           | Н. Лущай Дальний Восток |           |